# Guillaume Ier de Genève
Pour les articles homonymes, voir Guillaume de Genève et Guillaume Ier.
Guillaume Ier de Genève, né vers 1132 et décédé le 25 juillet 1195, est comte de Genève de 1178 à 1195, à la suite de son père Amédée Ier.

## Biographie

### Origines
Guillaume (Willelmi/Guillelmus) serait né aux alentours dans la première partie du XIIe siècle. Le site de généalogie Foundation for Medieval Genealogy (FMG) donne pour période [1131/37].
Il est le fils du comte de Genève Amédée Ier et de Mathilde. Sur l'origine de Mathilde, l'historien spécialisé du comté de Genève, Pierre Duparc, relève « [qu'] on ignore l'origine », annotant qu'elle était peut-être issue de la famille de Neuchâtel. Certains auteurs, comme Michel Germain, donnent Mathilde de Gex, fille de Ponce, de Cuiseaux. Le site FMG donne Mathilde de Cuiseaux, fille d'Hugues Ier de Cuiseaux (le frère du précédent), seigneur de Clairvaux.
Son père se remarie. Il a pour sœur, « Comtesson » ou « la comtesse » de Genève (1155-?), qui épouse le seigneur Henri de Faucigny,, et pour frère Amédée, à l'origine de la branche de Gex (apanage de Gex),.

### Règne
Guillaume de Genève (Willelmus…Gebennensis comes) succède à son père en juin 1178 et est connu sous le nom de Guillaume Ier. Il rend hommage, deux mois plus tard, à l'abbé de Saint-Maurice d'Agaune pour des possessions relevant de la juridiction de l'abbaye, notamment les châteaux de Chaumont, La Roche en Genevois et celui de Hauteville, pour la moitié, situé dans l'Albanais,.

### Conflits avec l'évêque de Genève
Entre son couronnement et l'année suivante, le comte Guillaume semble engager dans une lutte pour affirmer son pouvoir, sans que l'on ne sache vraiment qu'elles en sont les origines mais dont on trouve la mention dans une charte de fondation,. Durant ce conflit, le château de La Roche-sur-Foron, où ont trouvé refuge la femme et le fils du comte, est assiégé « par une armée de seigneurs voisins », dont peut être Amédée de Nangy,,,. Le seigneur de Nangy était l'exécuteur testamentaire de son père. Soutenu par les chartreux dans ses actions, il produit, à cette occasion du siège de la ville, un acte faisant une large donation à la chartreuse de Pomier,,,.
Tout comme son père, il cherche à recouvrer ses droits sur les villes épiscopales de Genève et de Lausanne, perdus en partie sous le règne du comte Aymon Ier et l'accord de Seyssel de 1124,,. Le comte fait construire ainsi une muraille à Genève en dehors de sa juridiction ou rend justice hors du cadre prévu par le traité. L'évêque de Genève, Ardutius de Faucigny, ne tarde pas à l'excommunier et mettre en interdit les terres comtales.
Ce conflit aboutit, le 1er juin 1183, à une bulle proclamée par le pape Lucius III, contre les comtes de Genève,. L'acte juridique papal est suivi par nouvel arbitrage rendu en 1184, dans la ville d'Aix, par l'archevêque de Vienne, Robert de La Tour du Pin, et l'abbé de Bonnevaux, dans le Dauphiné, Hugues,. Le comte s'engage à respecter les décisions qui seront prises lors de cette arbitrage. Le cadre reprend les grandes lignes de Seysel,. Une bulle du pape Urbain III confirme l'acte l'année suivante.
Cependant le comte Guillaume refuse la sentence et tente de reprendre ses droits. L'empereur empereur, Frédéric Barberousse doit intervenir et le met au ban de l'Empire en 1186,,,. Cette sanction équivaut à la perte de l'ensemble des droits du comte. Il doit également, en vertu de la sentence impériale de 1162,, verser une somme à l'évêque de Genève,. Ardutius de Faucigny, décédé en 1185, fut remplacé peu avant par Nantelme. Ce dernier, régulièrement à la cour de l'Empereur, profite de cet avantage pour affirmer son pouvoir.
En 1192, en lien avec son implantation en pays de Vaud, il se qualifie dans un acte comte de Genève et de Vaud (Gebennensium et Valdensium comes),,. Il conserve d'ailleurs des droits en pays de Vaud et dans le comté de Genève, tandis que l'évêque garde la cité et trois mandements autour.

### Politique religieuse
Guillaume Ier mène, tout comme ses prédécesseurs, une politique qui le place dans le parti des guelfes. Toutefois, cela ne l'empêche pas de soutenir les établissements monastiques sur ses terres ou les environs.
Le comte Guillaume en compagnie de son fils Humbert, à l'issue d'un conflit en début de prise du pouvoir, font une importante donation à la chartreuse de Pomier (paroisse de Présilly, en Genevois), en 1179,. Celle-ci est parfois considérée comme l'acte de fondation de celle-ci. En 1191, il exempte de redevance les moines de Tamié et l'année suivante, il fait un don à l'abbaye de Talloires, soit « une part des dîmes sur la vigne et le pré qu'il possède à Annecy, quatre maisons avec leurs casals au même lieu, le droit de faire paître les porcs dans sa forêt du mont Semnoz, enfin tous les droits de seigneurie sur les églises d'Annecy-le-Vieux et d'Annecy-le-Nouveau. »

### Fin de règne et succession

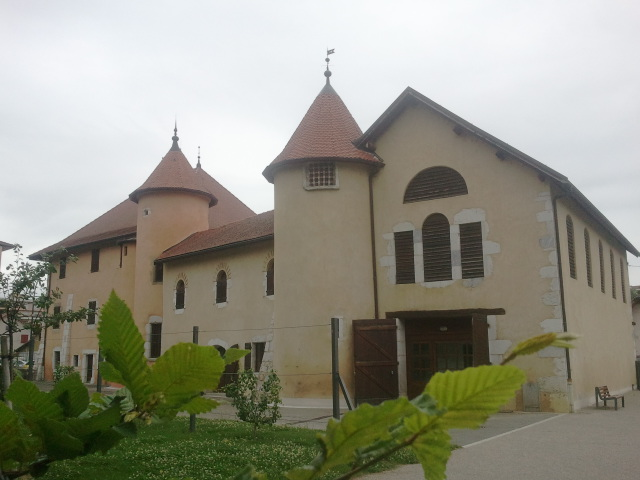
Le château de Novel, résidence des comtes de Genève dans la ville d'Annecy jusqu'en 1219.

Le comte Guillaume meurt le 25 juillet 1195, au château de Novel à Annecy (Novellas, apud Nansiacum). Cette date est calculée à partir d'un acte signé par Nantelme d'Ecublens, chanoine de Lausanne soit avant qu'il ne devienne évêque de Sion avant le 30 août, et par Humbert le fils du comte,. Il est inhumé sous le portique de l'église du couvent de Sainte-Catherine, à proximité de la cité Annecy.
Dans son testament, le comte Guillaume semble avoir légué la protection de l'église de Saint-Michel de Cluses à son vassal et neveu, Guillaume/Willelme de Faucigny.

## Famille
Le comte Guillaume se marie deux fois,. L'historien Pierre Duparc donne pour première épouse, Agnès, puis pour seconde, Béatrice,,. Il est possible de trouver l'ordre inverse.
La première épouse est Agnès, fille du comte Amédée III de Maurienne et sœur du futur comte Humbert III de Maurienne,. Elle meurt au plus tard en 1172. Le couple a un fils, Humbert (« né avant 1174 et mort peu avant 1225 »), qui héritera du comté,,.
Il épouse en secondes noces, Béatrice, qui pourrait être la fille du seigneur Aymon Ier de Faucigny et de Clémence (de Briançon),. De cette union naît un second fils Aimon (né vers 1174 et mort entre 1191 et 1195), une fille, Marguerite ou Béatrice et Guillaume, mentionné à partir de 1205. Ce dernier succèdera à son frère Humbert à la tête du comté en 1220 ou 1224.
Un dernier fils, Amédée, est placé dans la fratrie par l'historien Duparc. Dans un acte de l'année 1220, ce dernier est qualifié de frère du comte Guillaume II (frater noster). Ce personnage est mentionné comme chanoine de Genève en 1191, puis évêque de Maurienne de 1213 à 1220.
Marguerite ou Béatrice épouse, vers 1196, le comte Thomas Ier de Savoie,,. Les Chroniques de Savoie racontent que le comte de Genève destinait sa fille au roi de France.